# HT Большой Медведицы
HT Большой Медведицы (лат. HT Ursae Majoris) — одиночная переменная звезда в созвездии Большой Медведицы на расстоянии приблизительно 2323 световых лет (около 712 парсеков) от Солнца. Видимая звёздная величина звезды — от +8,39m до +8,27m.

## Характеристики
HT Большой Медведицы — красный гигант, пульсирующая медленная неправильная переменная звезда (LB:) спектрального класса M2III.